# Кастрі
Кастрі (англ. Castries) — столиця держави Сент-Люсія, розташована в майже закритій бухті Гранд Кюль-де-Сак в північно-західній частині острова. Місто розташоване за 65 км на південь від Фор-де-Франс на Мартиніці. Населення міста — близько 11 147 жителів. Кастрі був заснований французами в 1650 році, а з 1814 року перебував під контролем Великої Британії. В 1979 році, із надбанням країною незалежності, Кастрі став столицею держави Сент-Люсія.
Через морський порт міста експортуються банани, очеретяний цукор, лимони, какао, кокоси й ром. Промисловість міста сконцентрована навколо виробництва лимонного соку, рому, цукру й інших продуктів харчування. Також розвинений туристичний бізнес. Біля столиці розташовано міжнародний аеропорт Віжі.

## Політичні інститути
Крім того, що Кастрі є столицею Сент-Люсії, тут знаходиться секретаріат Організації Східнокарибських держав. У Кастрі також знаходиться штаб-квартира Східнокарибського Верховного суду.
У жовтні 2008 року була заснована Американська торгова палата Сент-Люсії. Палата була створена за сприянням посольства США на Барбадосі. Першим президентом палати став Х'ю В.Джонс.
Ряд міжнародних організацій та іноземних держав мають тут свої посольства і консульства, у тому числі Організація американських держав, британська Висока комісія, посольства Мексики, Республіки Китай (Тайвань), Франції, Бразилії і Венесуели, консульства Домініканської Республіки, Нідерландів, Норіегії та Ямайки, віце-консульство Італії.

## Історія
У 1650 році групою з 40 французів на чолі з де Русселаном була заснована фортеця Каренаж, коли острів Сент-Люсія був куплений капітаном дю Парку і месьє Уелем з Французької Вест-Індійської компанії. 1769 року місто було перенесено на південну сторону гавані губернатором бароном де Міку. 1785 року Каренаж був перейменований в Кастрі на честь Карла Ежена Габріеля де ла Круа, маркіза де Кастрі, міністра військово-морського флоту і колоній Франції.
1835 року англійці побудували західний причал у рамках підготовки до торгівлі вугіллям, і 1841 року прибув перший пароплав, RMS Solway. 
Під час Другої світової війни 9 березня 1942 року німецький підводний човен U-161 зайшов вночі в гавань Кастрі і потопив два корабля союзників, включаючи канадський океанський лайнер RMS Lady Nelson, який згодом був піднятий і доставлений в Канаду, де був переобладнаний в судно-шпиталь.

## Стихійні лиха
Місто і острів неодноразово піддавалися ударам тропічних штормів і циклонів у сезон ураганів з червня по листопад, хоча, найчастіше вони проносяться над островом з серпня по жовтень. Великий ураган 1780 року обрушився на Кастрі 11 жовтня 1780 року, він викликав значні жертви і руйнування, у місті вціліли лише дві будівлі, ураган знищив у порту англійський флот адмірала Джорджа Родні, один з кораблів був викинутий хвилями на міську лікарню і зруйнував її, всього на острові Сент-Люсія загинуло 6000 осіб. Ураган Аллен завдав серйозної шкоди острову в серпні 1980 року. Крім того місто було тричі зруйноване пожежами — 15 жовтня 1785 року, 6 квітня 1812 року і 19 червня 1948 року.

## Спорт
У Кастрі базуються низка сентлюсійських футбольних клубів, зокрема «Вемперз Спортс Атлетік Драматік Клаб» і «Сісерон Сігаллс Юнайтед».

## Відомі уродженці міста
Кастрі є батьківщиною Артура Люїса (1915-1991), 
лауреата Нобелівської меморіальної премії з економіки 1979 року, а також Дерека Волкотта (1930-2017), лауреата Нобелівської премії з літератури 1992 року.

## Клімат
Клімат Кастрі тропічний, жаркий протягом всього року, з відносно прохолодним і сухим сезоном з січня до середини квітня, а також з жарким і вологим сезоном дощів з середини червня по листопад. У сухий сезон північно-східні пасати, постійні вітри, типові для тропічного клімату, дмуть стійко і з помірною інтенсивністю, а під час сезону дощів вони більш нерегулярні і можуть мати деякі перерви, посилюючи відчуття спеки. Між ними є два перехідних періода: з грудня по початок січня (коли починає дути північний вітер, температура трохи знижується, а погода поліпшується) і з середини квітня до середини червня (коли температура і кількість опадів поступово збільшуються). 
Карибське море досить тепле, щоб купатися протягом усього року: температура води коливається від 26 °C в лютому і березні до 29 °C у вересні і жовтні.
| Клімат Кастрі                              | Клімат Кастрі | Клімат Кастрі | Клімат Кастрі | Клімат Кастрі | Клімат Кастрі | Клімат Кастрі | Клімат Кастрі | Клімат Кастрі | Клімат Кастрі | Клімат Кастрі | Клімат Кастрі | Клімат Кастрі | Клімат Кастрі |
| Показник                                   | Січ.          | Лют.          | Бер.          | Квіт.         | Трав.         | Черв.         | Лип.          | Серп.         | Вер.          | Жовт.         | Лист.         | Груд.         | Рік           |
| Середній максимум, °C                      | 29            | 29            | 29            | 30            | 31            | 31            | 31            | 31            | 31            | 31            | 30            | 29            | 30            |
| Середня температура, °C                    | 26,0          | 26,0          | 26,5          | 27,0          | 28,0          | 28,0          | 28,0          | 28,0          | 28,0          | 28,0          | 27,0          | 26,5          | 27,3          |
| Середній мінімум, °C                       | 23            | 23            | 24            | 24            | 25            | 25            | 25            | 25            | 25            | 25            | 24            | 24            | 24            |
| Середня кількість сонячних годин на місяць | 248           | 226           | 248           | 240           | 248           | 240           | 248           | 248           | 240           | 217           | 240           | 248           | 2891          |
| Норма опадів, мм                           | 125           | 95            | 75            | 90            | 125           | 200           | 245           | 205           | 225           | 260           | 215           | 160           | 2020          |
| Днів з опадами                             | 14            | 9             | 10            | 10            | 11            | 15            | 18            | 16            | 17            | 20            | 18            | 16            | 174           |
| ------------------------------------------ | ------------- | ------------- | ------------- | ------------- | ------------- | ------------- | ------------- | ------------- | ------------- | ------------- | ------------- | ------------- | ------------- |
| Джерело: climatestotravel                  |               |               |               |               |               |               |               |               |               |               |               |               |               |

## Галерея

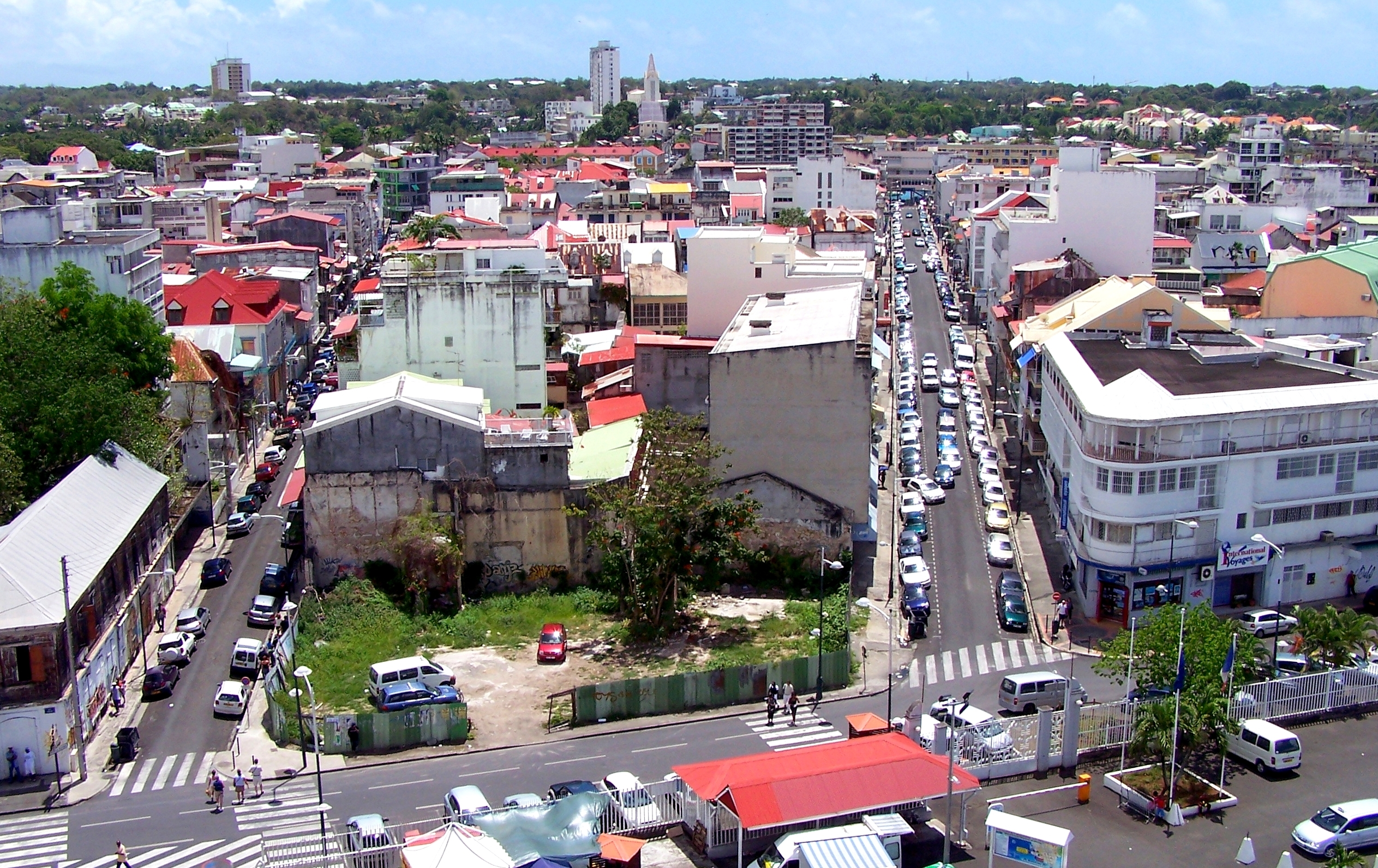
Панорама міста
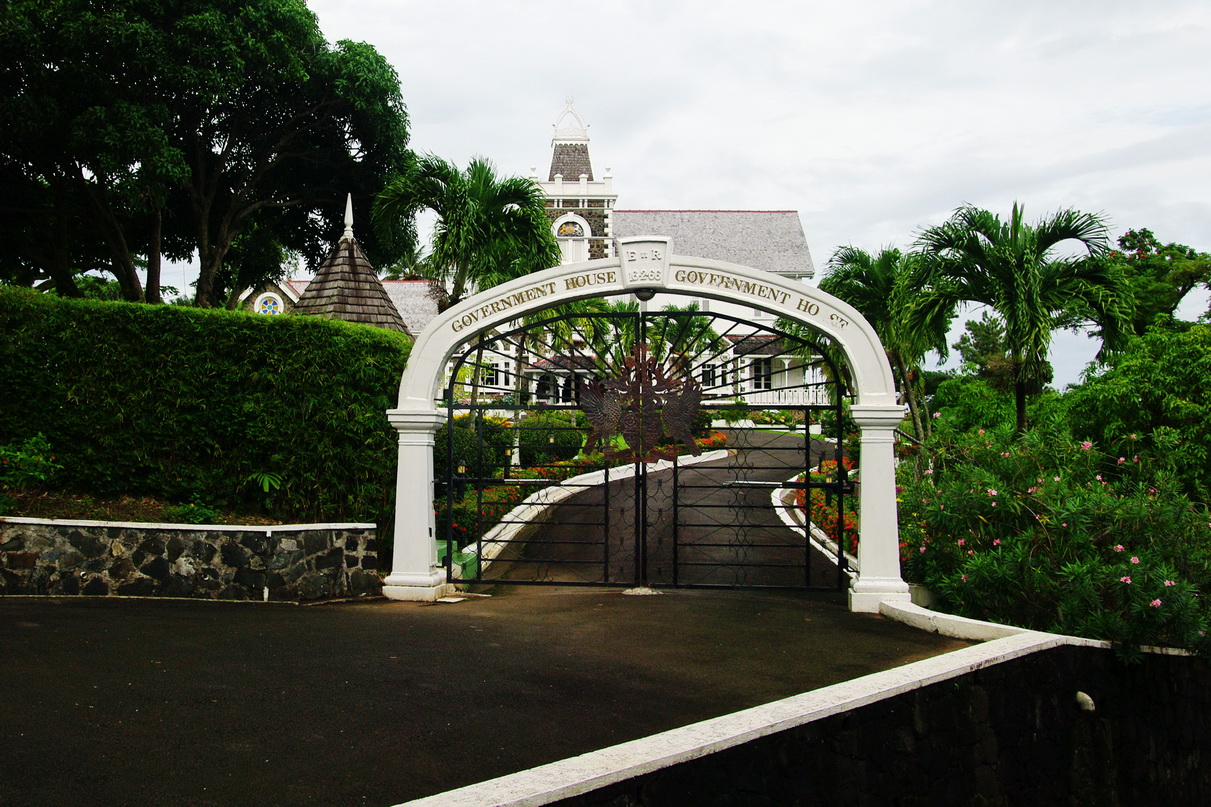
Будинок уряду
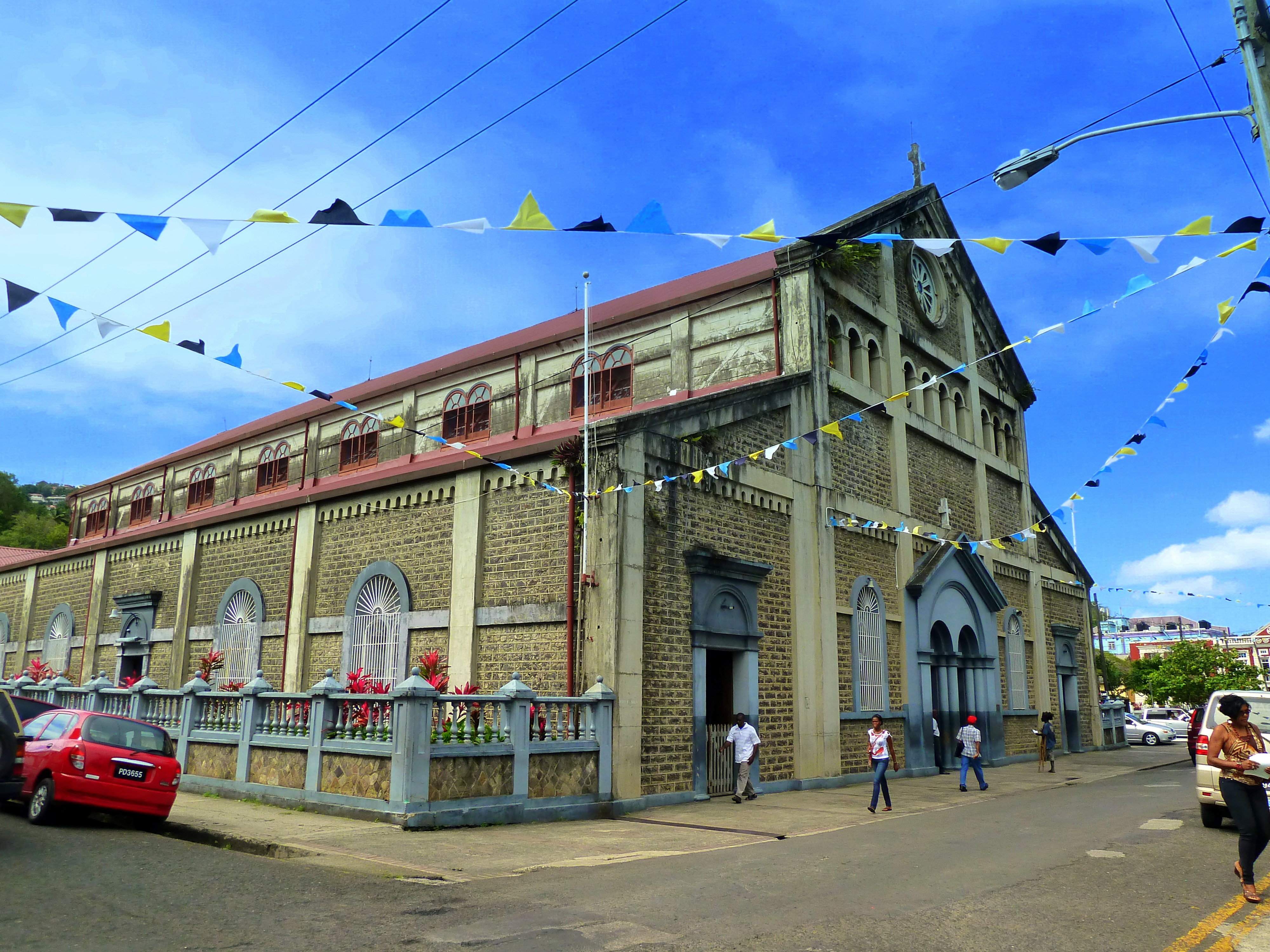
Кафедральний собор Непорочного Зачаття
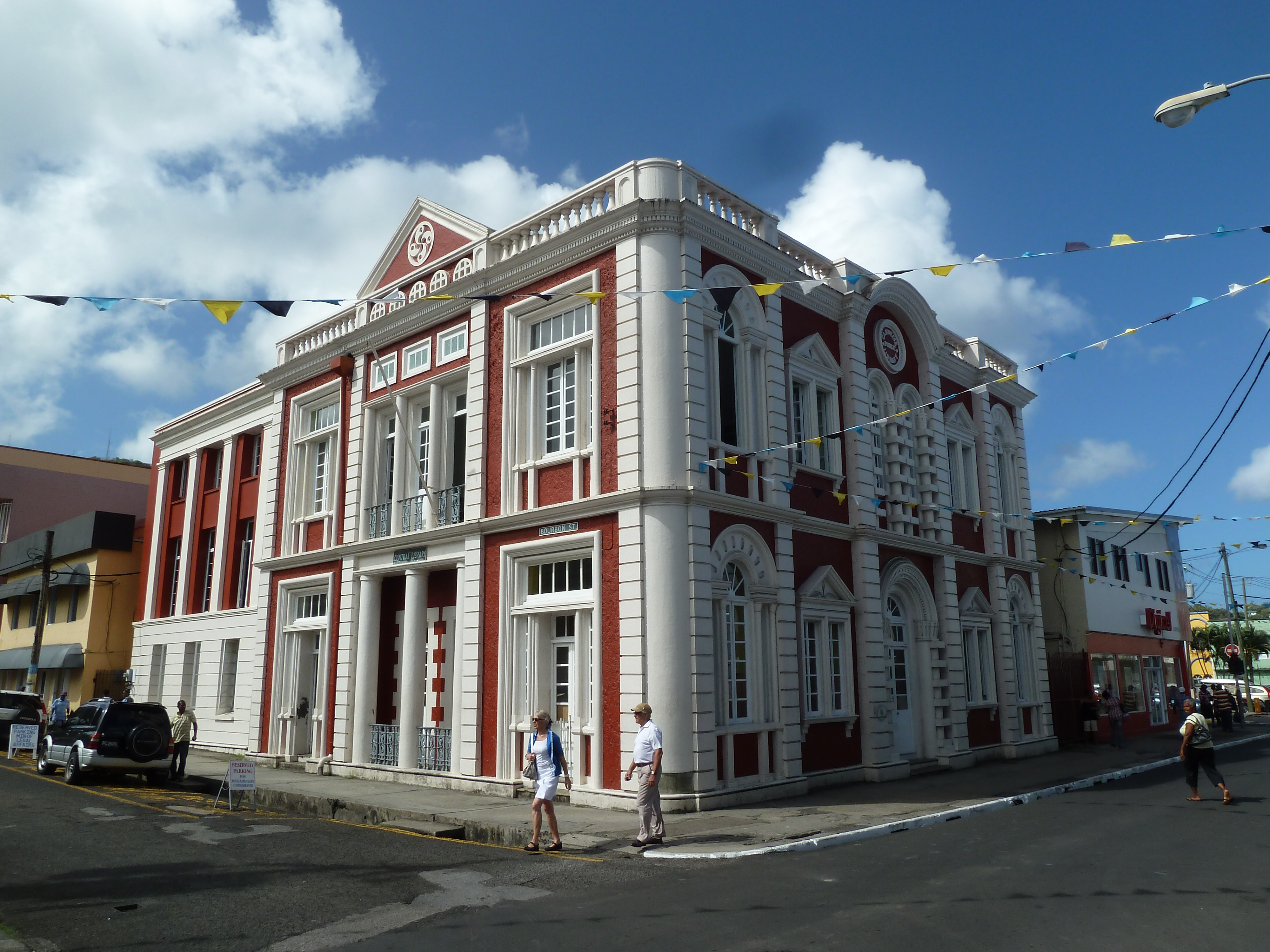
Будинок на розі вулиць Бурбон і Мікуд (Центральна бібліотека Сент-Люсії)
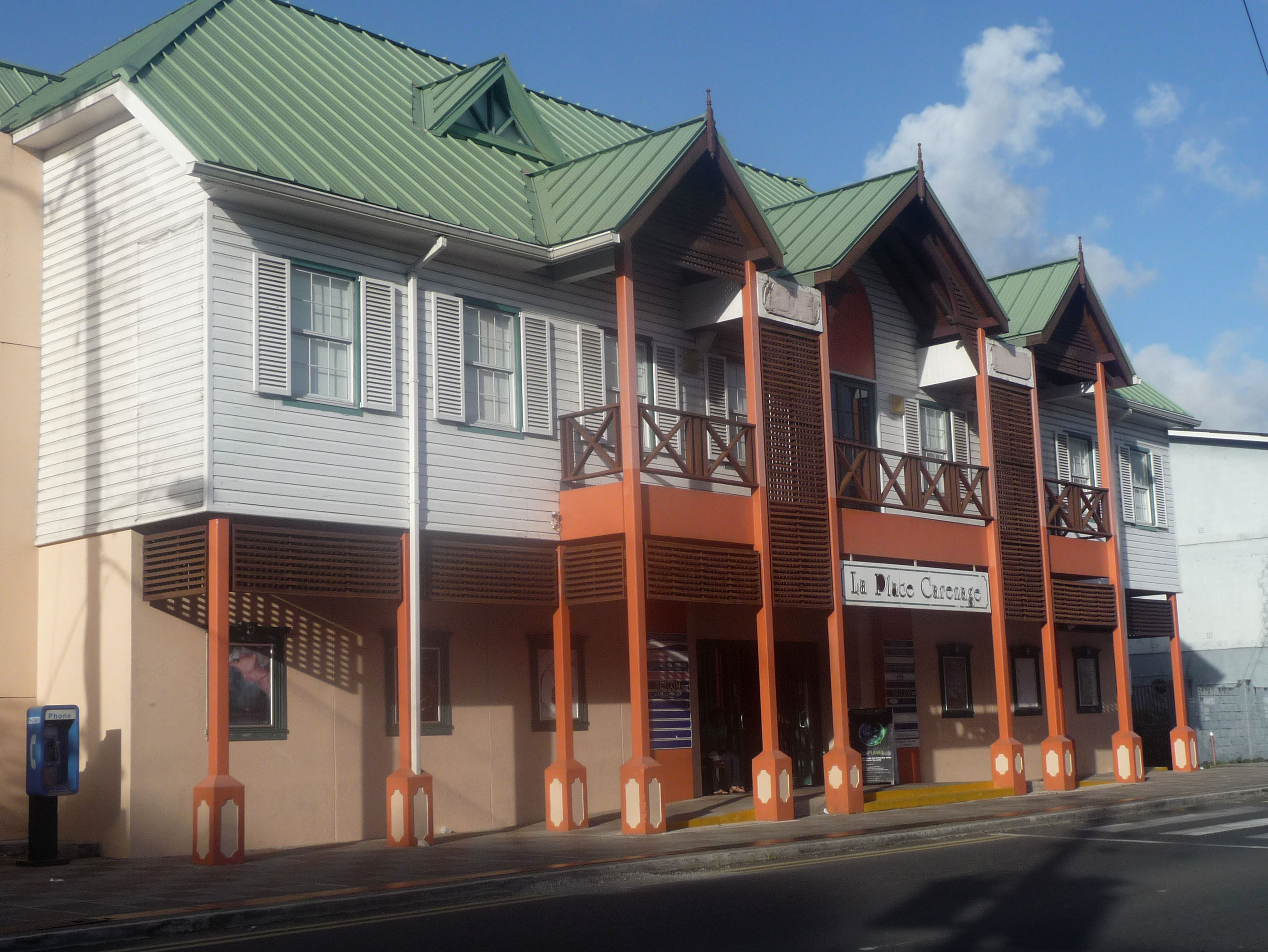
Будинок у Кастрі
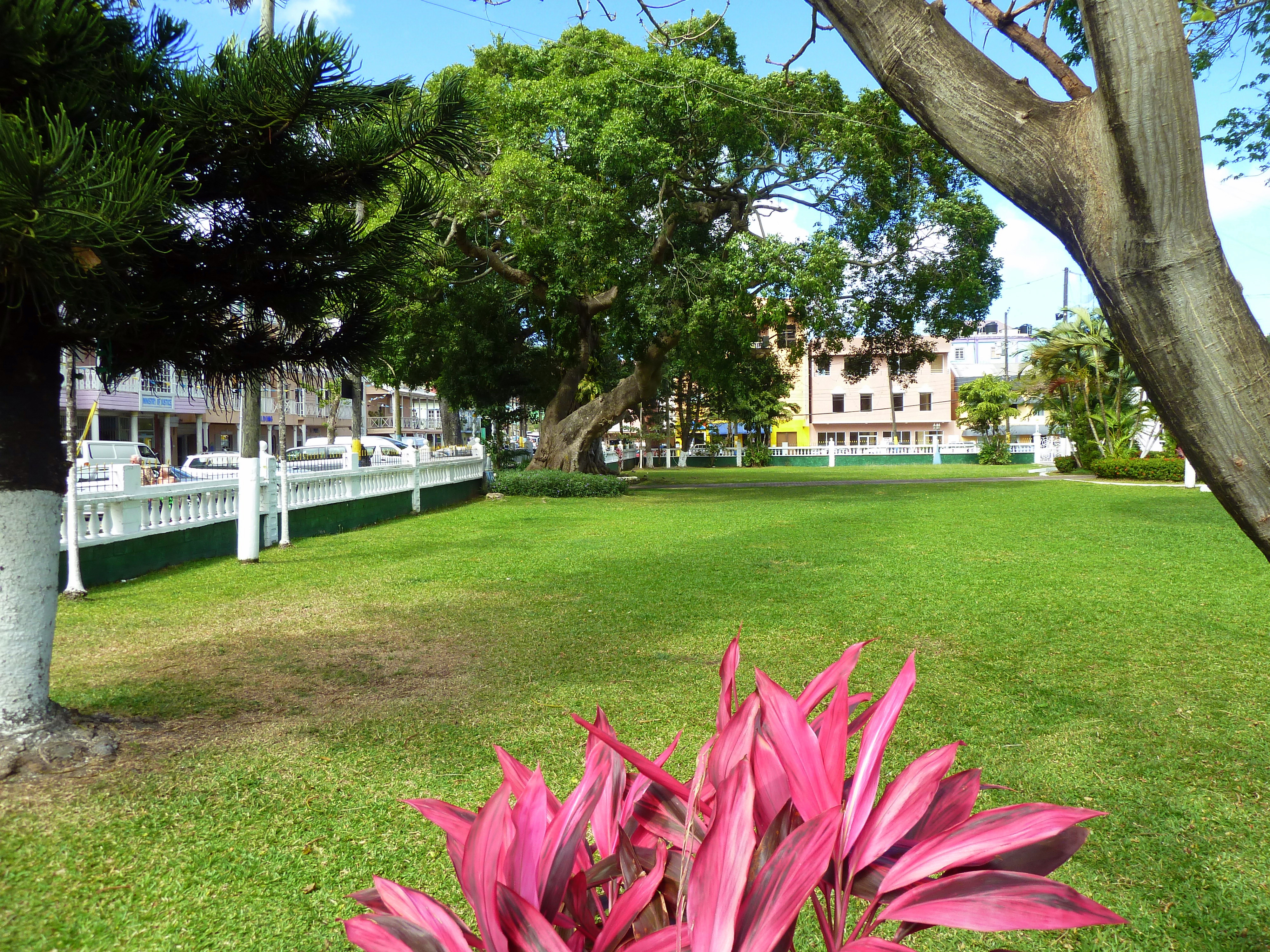
Парк